# Юрихама
Юрихама (яп. 湯梨浜町 Юрихама-тё:) — посёлок в Японии, находящийся в уезде Тохаку префектуры Тоттори. Площадь посёлка составляет 77,95 км², население — 16 778 человек (1 августа 2014), плотность населения — 215,24 чел./км².

## Географическое положение
Посёлок расположен на острове Хонсю в префектуре Тоттори региона Тюгоку. С ним граничат города Тоттори, Кураёси и посёлки Мисаса, Хокуэй.

## Население
Население посёлка составляет 16 778 человек (1 августа 2014), а плотность — 215,24 чел./км². Изменение численности населения с 1980 по 2005 годы:
| 1980 | 17 488 чел. |  |
| 1985 | 17 498 чел. |  |
| 1990 | 17 309 чел. |  |
| 1995 | 17 167 чел. |  |
| 2000 | 17 381 чел. |  |
| 2005 | 17 525 чел. |  |

## Символика
Деревом посёлка считается груша грушелистная, цветком — Pseudolysimachion ornatum.